# Калинино (Кунгурский район)
Калинино — село в Пермском крае России. 
Входит в Кунгурский район в рамках административно-территориального устройства и в Кунгурский муниципальный округ в рамках организации местного самоуправления.

## География
Находится в 100 км от города Пермь и в 10 км от Белогорского Николаевского монастыря. Живописное место где находится «Титька» гора, на которой расположена лыжная база и база отдыха, а также имеется большой центральный пруд.
В селе 25 улиц: 1 Мая, 8 Марта, Азина, Большевистская, Гагарина, Горького, Демьяна Бедного, Кабалевского, Калинина, Карла Маркса, Колхозная, Комсомольская, Красноармейская, Ленина, Лямина, Набережная, Налескина, Овчинникова, Октябрьская, Пролетарская, Рябова, Свердлова, Советская, Труда, Фрунзе.

## Население
| 2010 | 2021  |
| ---- | ----- |
| 2288 | ↗2649 |

## История
Основано под названием село Юго-Осокинского завода в 1732 году при строительстве медеплавильного завода двоюродными братьями Петром Игнатьевичем и Гавриилой Полуэктовичем Осокиными. После покупки завода купцом Андреем Андреевичем Кнауфом в начале XIX века, завод, а с ним и село, стал носить имя нового владельца — село Юго-Кнауфского завода. Завод работал до 1871 года.
В 1877 году в селе была открыта фаянсовая фабрика, в 1880 году — спичечное предприятие, в 1887 году — ещё одно спичечное предприятие, а также столярное и кирпичное.
В 1907 году начинает действовать низшая ремесленная школа. После Октябрьского переворота преобразована в профессиональную школу, проработавшую до 1933 года.
Во время Первой мировой войны (14 февраля 1915 года) на фоне антинемецких настроений в обществе село Юго-Кнауфского завода переименовано в Юго-Осокино.
В 1923—1931 и 1941—1959 годах Юго-Осокино было центром района.
Настоящее название в честь М. И. Калинина присвоено селу Указом Президиума Верховного Совета РСФСР 25 июня 1952 года.
С 2004 до 2020 гг. село было административным центром Калининского сельского поселения Кунгурского муниципального района.

## Известные уроженцы
- Варлаам (Коноплёв) (1858—1918) — архимандрит Русской православной церкви, настоятель Белогорского Свято-Николаевского монастыря, деятель единоверия, миссионер. Причислен к лику святых Русской православной церкви в августе 2000 году.
- Батраков, Александр Данилович (1908—1977) — советский конструктор и изобретатель в области радиотехники.